# دهستان چهوم
دهستان چهوم (به لاتین: Chhume Gewog) یک دهستان در کشور بوتان است که در ناحیهٔ بومتهنگ واقع شده‌است.